# Het Wik
Het Wik is sinds 1947 een beschermd natuurgebied in het oosten van het Provinciaal Domein Bokrijk in de Belgische provincie Limburg. Het heeft een oppervlakte van 110 hectare met negentien vijvers en wordt beheerd door Natuurpunt.Het Wik kan enkel bezocht worden onder de begeleiding van een gids.

## Historiek
In 1252 verkocht de Loonse graaf Arnold IV dit gebied aan de cisterciënzerinnen van de abdij van Herkenrode. Tot dan was het in bezit geweest van adellijke families. Zij lieten een deel van het bos kappen en legden vijvers voor visteelt aan voor de kweek van graskarpers. Andere vijvers ontstonden door ijzerertswinning in de 19e eeuw.
Tijdens de Franse Tijd in België werd het domein in 1797 als nationaal goed verkocht en kwam het opnieuw in bezit van een adellijke familie. De Belgische Boerenbond werd kort na de Eerste Wereldoorlog eigenaar maar moest, uit geldnood, tijdens de crisis van de jaren 1930 het Wik verkopen. De provincie Limburg werd in 1938 de nieuwe eigenaar. Het natuurgebied is een concessie, gegeven aan de vzw “Het Domein Bokrijk”.

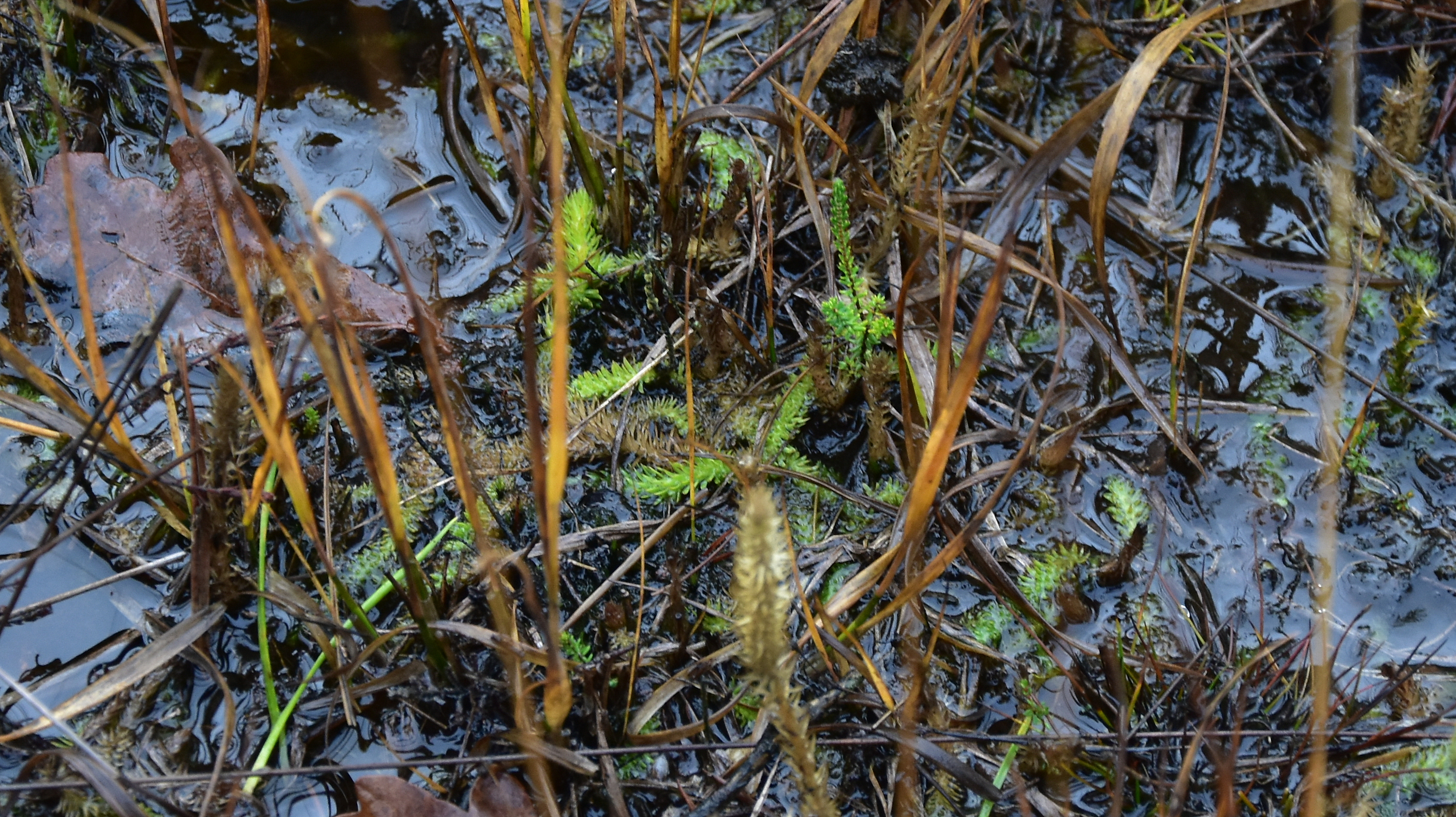
Wolfsklauw in het Wik

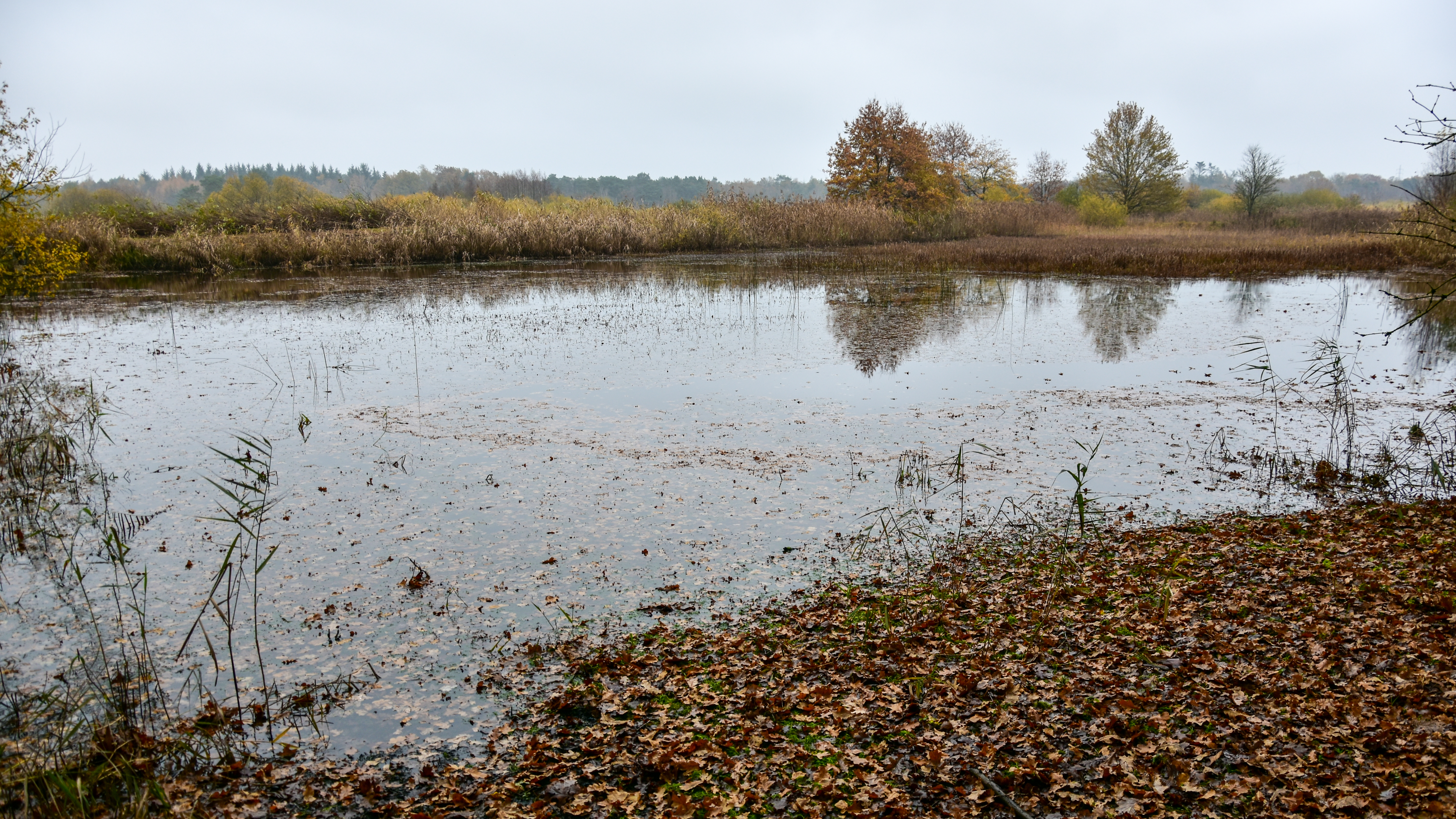
Vijver met mattenbies

Om de waarde van het natuurgebied veilig te stellen, besloot toenmalig gedeputeerde Steve Stevaert in 1994 om visteelt (de rode rivierkreeft) in het Wik niet meer toe te laten en het beheer over te dragen aan Natuurpunt. Vanaf einde van de jaren 1980 tot 2003 had men al grotere beheerswerken uitgevoerd.

## Beschrijving
Het gebied kent een grote afwisseling. Er zijn vijvers die in cascade zijn aangelegd met monniken (minisluis in de vorm van een monnikskap), grachten en sloten die water van een hogergelegen vijver naar een lager gelegen laten stromen. Ook elzenbroekbossen, venige berkenbossen, gagelstruwelen en rietland komen voor.

### Zusterkloosterbeek

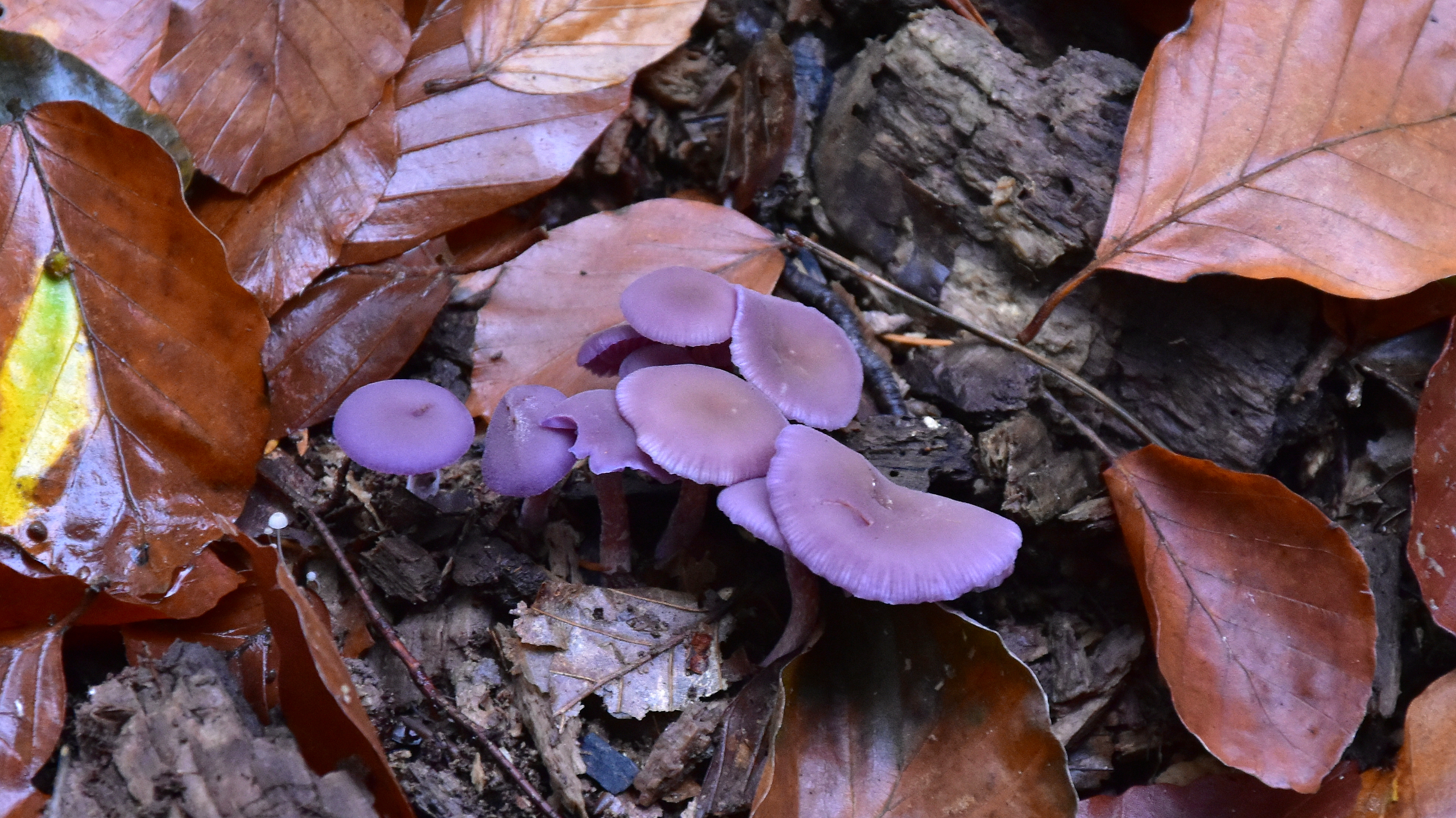
Amethistzwam in het Wik

De Zusterkloosterbeek ontspringt ten noordoosten van het Klotbroek, aan de voet van de Schemmersberg. De beek is acht km lang en overbrugt 30 m hoogte. De naam van de Zusterkloosterbeek verwijst nog naar de zusters van de abdij van Herkenrode. Ze stond met Herkenrode in verbinding via de Demer. Bij aanleg van het Albertkanaal werd de verbinding met de Demer verbroken.
De beek voedt de vijvers. De uitstroom loopt uiteindelijk naar verschillende beken in het bos, naar het arboretum en verder naar het westelijk vijvergebied en Fietsen door het Water en de Borggravevijvers.

### Fauna
Er broeden meer dan 80 vogelsoorten. Vooral in de jaren 1990 vonden grootscheepse herstelwerkzaamheden plaats om de vijvers weer aantrekkelijk voor de vogels te maken. Havik, wespendief, zwarte specht, houtsnip en fluiter vinden hun plaats in de bosrijke omgeving van de vijvers. Daarnaast zijn er bijzondere soorten zoals de grote modderkruiper, de gevlekte witsnuitlibel, de beekoeverlibel en de koraaljuffer te zien. De boomvalk jaagt op de libellen boven het water.

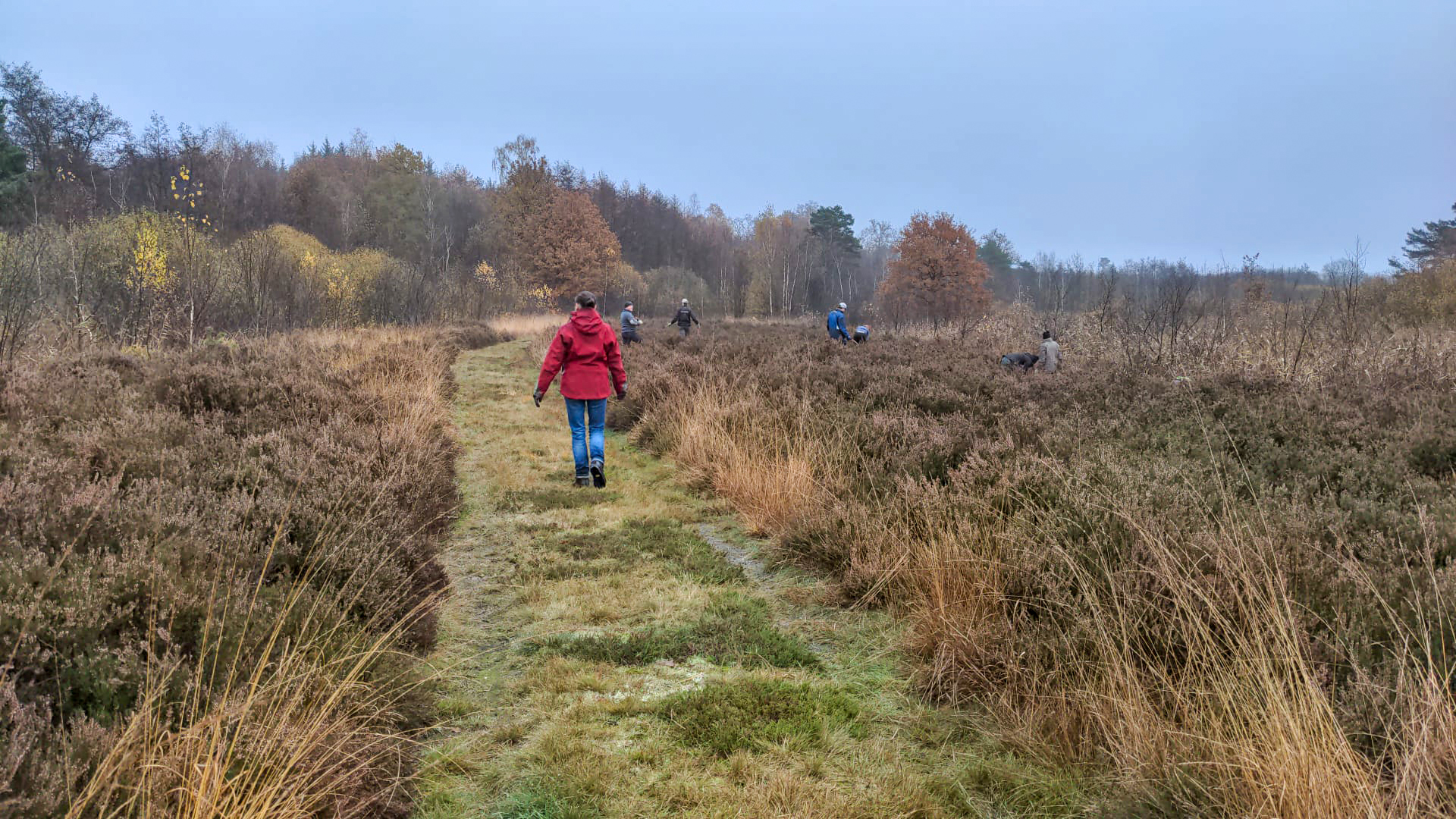
Beheerswerken op de heide

### Flora
Naast paddenstoelen zijn er in de vijvers, elk met hun eigen flora en fauna, watergebonden soorten te vinden zoals het groot blaasjeskruid, drijvende egelskop en drijvende waterweegbree. Gele plomp en witte waterlelie bloeien hier massaal. Op de dijken treft men struikhei, gewone dophei en blauwe en rode bosbes aan. Door te plaggen komen soorten als moeraswolfsklauw, veenpluis, rode dopheide, en kleine en ronde zonnedauw tot ontwikkeling.
De invasieve soort grote waternavel werd bestreden met de financiële hulp van Agentschap voor Natuur en Bos.